# Leste
Leste – suchy i gorący wschodni i południowo-wschodni wiatr lokalny na Wyspach Kanaryjskich wiejący znad Sahary w ciągu całego roku z wyjątkiem lata przy trwałości od 1 do 7 dni. Obniża wilgotność względną powietrza poniżej 20% i przynosi chmury pyłu wyraźnie ograniczające widzialność. Powstaje w przedniej części niżu barycznego zbliżającego się od Atlantyku.
Podobny w swym charakterze do sirocco i leveche.